# Campionati del mondo di atletica leggera 2022 - 1500 metri piani maschili
La specialità dei 1500 metri piani maschili dei campionati del mondo di atletica leggera 2022 si è svolta tra il 16 e il 19 luglio all'Hayward Field di Eugene, negli Stati Uniti d'America.

## Podio
| Pos.    | Atleta             | Nazionalità   | Tempo   |
| ------- | ------------------ | ------------- | ------- |
| Oro     | Jake Wightman      | Gran Bretagna | 3'29"23 |
| Argento | Jakob Ingebrigtsen | Norvegia      | 3'29"47 |
| Bronzo  | Mohamed Katir      | Spagna        | 3'29"90 |

## Situazione pre-gara

### Record
Prima di questa competizione, il record del mondo (RM) e il record dei campionati (RC) erano i seguenti.
| Record                | Prestazione | Atleta                     | Data                            | Competizione     |
| --------------------- | ----------- | -------------------------- | ------------------------------- | ---------------- |
| Record mondiale       | 3'26"00     | Hicham El Guerrouj Marocco | 14 luglio 1998 Roma, Italia     | Golden Gala 1998 |
| Record dei campionati | 3'27"65     | Hicham El Guerrouj Marocco | 24 agosto 1999 Siviglia, Spagna | Mondiali 1999    |

### Campioni in carica
I campioni in carica a livello mondiale e olimpico erano:
| Campione | Atleta                      | Prestazione | Data                          | Competizione         |
| -------- | --------------------------- | ----------- | ----------------------------- | -------------------- |
| Olimpico | Jakob Ingebrigtsen Norvegia | 3'28"32     | 7 agosto 2021 Tokyo, Giappone | Giochi olimpici 2021 |
| Mondiale | Timothy Cheruiyot Kenya     | 3'29"26     | 6 ottobre 2019 Doha, Qatar    | Mondiali 2019        |

### La stagione
Prima di questa gara, gli atleti con le migliori tre prestazioni dell'anno erano:
| Pos. | Atleta                      | Prestazione | Data                              |
| ---- | --------------------------- | ----------- | --------------------------------- |
| 1    | Abel Kipsang Kenya          | 3'31'01     | 7 maggio 2022 Nairobi, Kenya      |
| 2    | Jake Wightman Gran Bretagna | 3'32"62     | 5 giugno 2022 Rabat, Marocco      |
| 3    | Eliud Kipsang Kenya         | 3'33"74     | 15 aprile 2022 Azusa, Stati Uniti |

## Risultati

### Batterie
I primi 6 di ogni batteria (Q) e i 6 tempi migliori tra gli esclusi (q) si qualificano alle semifinali.
| Pos. | Batteria | Atleta                      | Nazionalità   | Tempo   | Note                                     |
| ---- | -------- | --------------------------- | ------------- | ------- | ---------------------------------------- |
| 1    | 2        | Stewart McSweyn             | Australia     | 3'34"91 | Q                                        |
| 2    | 2        | Charles Philibert-Thiboutot | Canada        | 3'35"02 | Q                                        |
| 3    | 2        | Jakob Ingebrigtsen          | Norvegia      | 3'35"12 | Q                                        |
| 4    | 2        | Jake Wightman               | Gran Bretagna | 3'35"31 | Q                                        |
| 5    | 2        | Mario García                | Spagna        | 3'35"43 | Q                                        |
| 6    | 2        | John Gregorek Jr.           | Stati Uniti   | 3'35"65 | Q                                        |
| 7    | 2        | Santiago Catrofe            | Uruguay       | 3'35"86 | q                                        |
| 8    | 1        | Ollie Hoare                 | Australia     | 3'36"17 | Q                                        |
| 9    | 2        | Teddese Lemi                | Etiopia       | 3'36"24 | q                                        |
| 10   | 1        | Samuel Tefera               | Etiopia       | 3'36"35 | Q                                        |
| 11   | 1        | Andrew Coscoran             | Irlanda       | 3'36"36 | Q                                        |
| 12   | 1        | Timothy Cheruiyot           | Kenya         | 3'36"41 | Q                                        |
| 13   | 2        | Kumari Taki                 | Kenya         | 3'36"47 | q                                        |
| 14   | 1        | Charles Grethen             | Lussemburgo   | 3'36"51 | Q                                        |
| 15   | 1        | Neil Gourley                | Gran Bretagna | 3'36"54 | Q                                        |
| 16   | 1        | Ignacio Fontes              | Spagna        | 3'36"69 | q                                        |
| 17   | 1        | Michał Rozmys               | Polonia       | 3'36"76 | q                                        |
| 18   | 1        | Cameron Proceviat           | Canada        | 3'37"43 | q                                        |
| 19   | 1        | Christoph Kessler           | Germania      | 3'37"57 |                                          |
| 20   | 2        | Charles Simotwo             | Kenya         | 3'37"66 |                                          |
| 21   | 1        | Abdellatif Sadiki           | Marocco       | 3'37"76 |                                          |
| 22   | 2        | Anass Essayi                | Marocco       | 3'38"60 | Miglior prestazione personale stagionale |
| 23   | 3        | Josh Kerr                   | Gran Bretagna | 3'38"94 | Q                                        |
| 24   | 3        | Joshua Thompson             | Stati Uniti   | 3'39"10 | Q                                        |
| 25   | 1        | Ryan Mphahlele              | Sudafrica     | 3'39"17 |                                          |
| 26   | 3        | Abel Kipsang                | Kenya         | 3'39"21 | Q                                        |
| 27   | 3        | William Paulson             | Canada        | 3'39"21 | Q                                        |
| 28   | 3        | Samuel Tanner               | Nuova Zelanda | 3'39"33 | Q                                        |
| 29   | 3        | Mohamed Katir               | Spagna        | 3'39"45 | Q                                        |
| 30   | 3        | Ruben Verheyden             | Belgio        | 3'39"46 |                                          |
| 31   | 3        | Filip Sasínek               | Rep. Ceca     | 3'39"47 |                                          |
| 32   | 3        | Matthew Ramsden             | Australia     | 3'39"83 |                                          |
| 33   | 3        | Ferdinand Kvan Edman        | Norvegia      | 3'39"92 |                                          |
| 34   | 2        | Ismael Debjani              | Belgio        | 3'39"96 |                                          |
| 35   | 3        | Elhassane Moujahid          | Marocco       | 3'39"98 |                                          |
| 36   | 3        | Samuel Zeleke               | Etiopia       | 3'40"77 |                                          |
| 37   | 3        | Ronald Musagala             | Uganda        | 3'40"87 |                                          |
| 38   | 1        | Cooper Teare                | Stati Uniti   | 3'41"15 |                                          |
| 39   | 3        | Yervand Mkrtchyan           | Armenia       | 3'42"37 |                                          |
| 40   | 2        | Isaac Nader                 | Portogallo    | 3'42"81 |                                          |
| 41   | 1        | Abraham Guem                | Sudan del Sud | 3'43"47 |                                          |

### Semifinali
I primi 5 di ogni semifinale (Q) e i 2 tempi migliori tra gli esclusi (q) si qualificano alla finale.
| Pos. | Batteria | Atleta                      | Nazionalità   | Tempo   | Note |
| ---- | -------- | --------------------------- | ------------- | ------- | ---- |
| 1    | 2        | Abel Kipsang                | Kenya         | 3'33"68 | Q    |
| 2    | 2        | Mohamed Katir               | Spagna        | 3'34"45 | Q    |
| 3    | 2        | Jake Wightman               | Gran Bretagna | 3'34"48 | Q    |
| 4    | 2        | Teddese Lemi                | Etiopia       | 3'35"04 | Q    |
| 5    | 2        | Stewart McSweyn             | Australia     | 3'35"07 | Q    |
| 6    | 2        | Michał Rozmys               | Polonia       | 3'35"27 | q    |
| 7    | 2        | Joshua Thompson             | Stati Uniti   | 3'35"55 | q    |
| 8    | 2        | Samuel Tanner               | Nuova Zelanda | 3'36"32 |      |
| 9    | 1        | Josh Kerr                   | Gran Bretagna | 3'36"92 | Q    |
| 10   | 1        | Mario García                | Spagna        | 3'37"01 | Q    |
| 11   | 1        | Jakob Ingebrigtsen          | Norvegia      | 3'37"02 | Q    |
| 12   | 1        | Timothy Cheruiyot           | Kenya         | 3'37"04 | Q    |
| 13   | 1        | Ignacio Fontes              | Spagna        | 3'37"21 | Q    |
| 14   | 1        | Neil Gourley                | Gran Bretagna | 3'37"22 |      |
| 15   | 1        | Charles Philibert-Thiboutot | Canada        | 3'37"29 |      |
| 16   | 1        | John Gregorek Jr.           | Stati Uniti   | 3'37"35 |      |
| 17   | 1        | Samuel Tefera               | Etiopia       | 3'37"71 |      |
| 18   | 1        | Ollie Hoare                 | Australia     | 3'38"36 |      |
| 19   | 2        | Cameron Proceviat           | Canada        | 3'38"83 |      |
| 20   | 2        | Santiago Catrofe            | Uruguay       | 3'40"16 |      |
| 21   | 1        | Charles Grethen             | Lussemburgo   | 3'40"41 |      |
| 21   | 2        | William Paulson             | Canada        | 3'40"41 |      |
| 23   | 1        | Andrew Coscoran             | Irlanda       | 3'44"66 |      |
| 24   | 2        | Kumari Taki                 | Kenya         | 3'50"15 |      |

### Finale
| Pos.    | Atleta             | Nazionalità   | Tempo   | Note                                     |
| ------- | ------------------ | ------------- | ------- | ---------------------------------------- |
| Oro     | Jake Wightman      | Gran Bretagna | 3'29"23 | Miglior prestazione mondiale stagionale  |
| Argento | Jakob Ingebrigtsen | Norvegia      | 3'29"47 | Miglior prestazione personale stagionale |
| Bronzo  | Mohamed Katir      | Spagna        | 3'29"90 | Miglior prestazione personale stagionale |
| 4       | Mario García       | Spagna        | 3'30"20 | Miglior prestazione personale stagionale |
| 5       | Josh Kerr          | Gran Bretagna | 3'30"60 | Miglior prestazione personale stagionale |
| 6       | Timothy Cheruiyot  | Kenya         | 3'30"69 | Miglior prestazione personale stagionale |
| 7       | Abel Kipsang       | Kenya         | 3'31"21 |                                          |
| 8       | Teddese Lemi       | Etiopia       | 3'32"98 | Miglior prestazione personale stagionale |
| 9       | Stewart McSweyn    | Australia     | 3'33"24 | Miglior prestazione personale stagionale |
| 10      | Michał Rozmys      | Polonia       | 3'34"58 | Miglior prestazione personale stagionale |
| 11      | Ignacio Fontes     | Spagna        | 3'34"71 | Miglior prestazione personale stagionale |
| 12      | Joshua Thompson    | Stati Uniti   | 3'35"57 |                                          |